# Zenona Węgrzynowicz
Zenona Węgrzynowicz, po mężu Lipka-Kadaj (ur. 21 lutego 1930, zm. 1 października 2017) – polska koszykarka i siatkarka, mistrzyni i reprezentantka Polski.

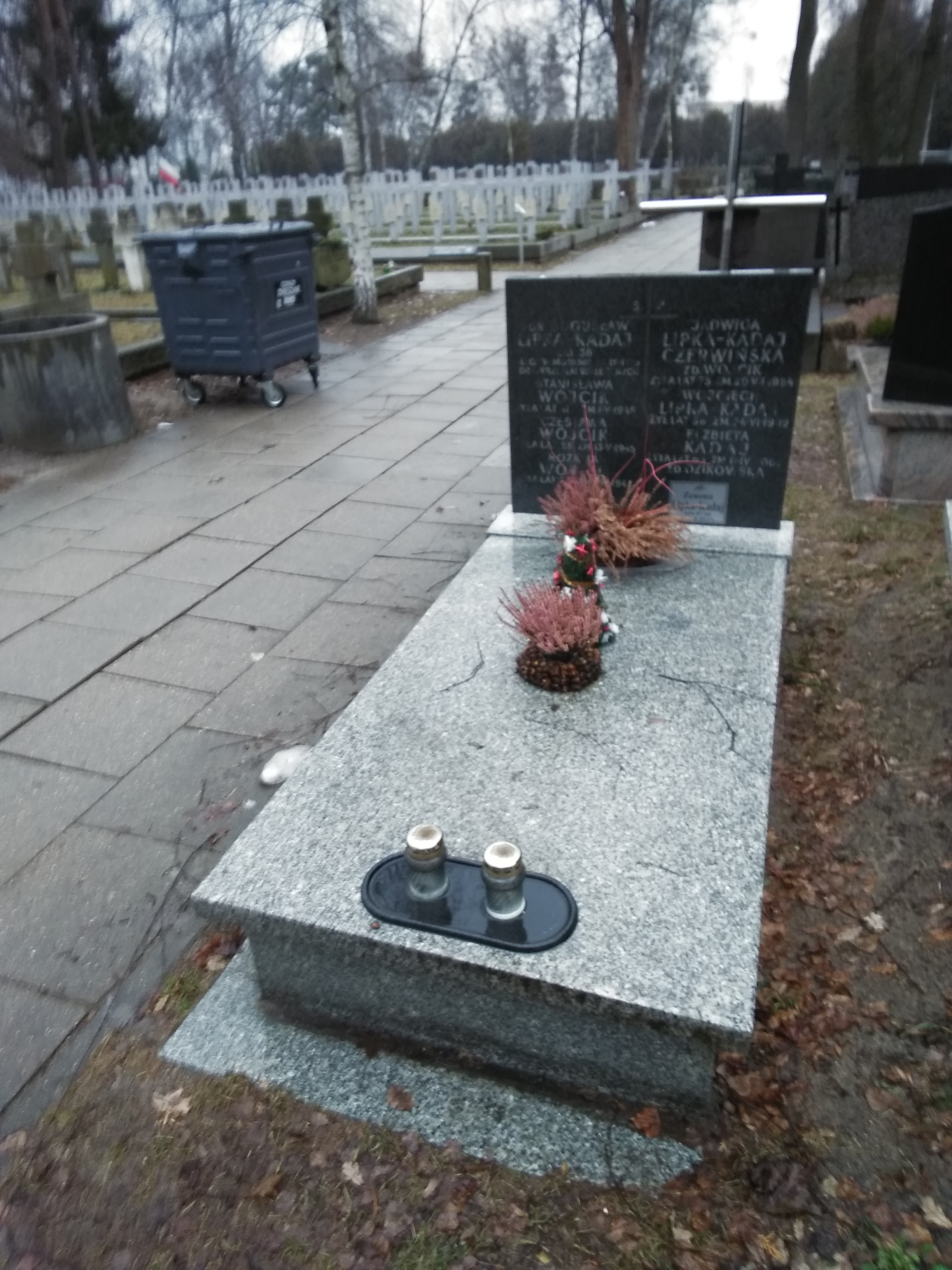
Grób Zenony Węgrzynowicz na Cmentarzu Wojskowym na Powązkach

## Kariera sportowa

### Koszykówka
Była zawodniczką AZS Warszawa i od 1954 AZS-AWF Warszawa. W 1953, 1954, 1955, 1956, 1958, 1960 i 1961 zdobyła mistrzostwo Polski, w 1957 i 1959 wicemistrzostwo Polski. W latach 1950–1955 wystąpiła w 51 spotkaniach reprezentacji Polski seniorek, m.in. zagrała na mistrzostwach Europy w 1950, zajmując z drużyną 6. miejsce.

### Siatkówka
W 1949 wystąpiła w reprezentacji Polski na akademickich mistrzostwach świata, zagrała wówczas w czterech spotkaniach, zdobywając brązowy medal. W barwach AZS Warszawa zdobyła mistrzostwo Polski w 1948 i brązowy medal mistrzostw Polski w 1950.
Pochowana na cmentarzu Powązki Wojskowe w Warszawie (kwatera A10-4-28).

## Galeria

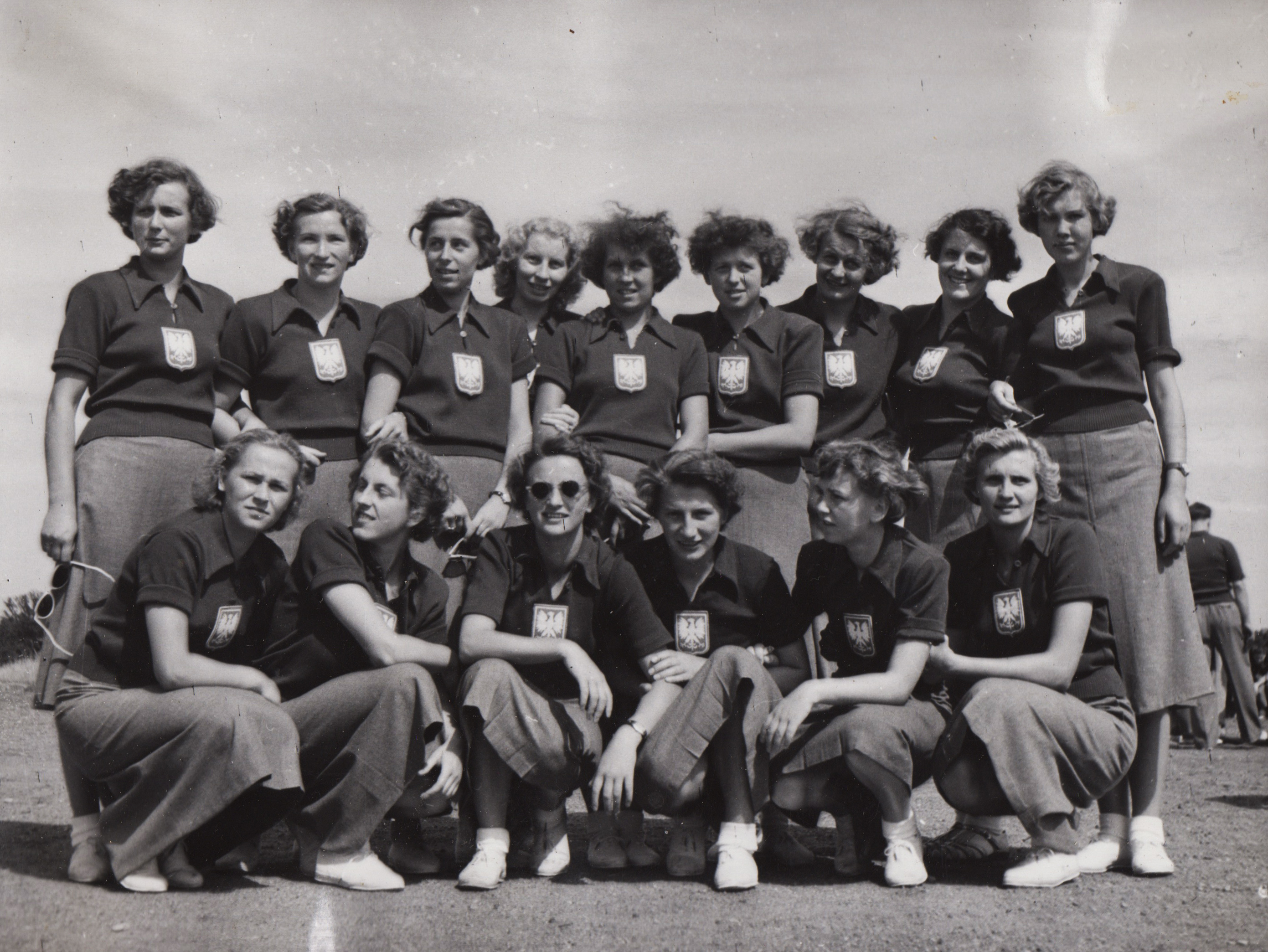
Zespół koszykarek z klubu AZS AWF z 1956
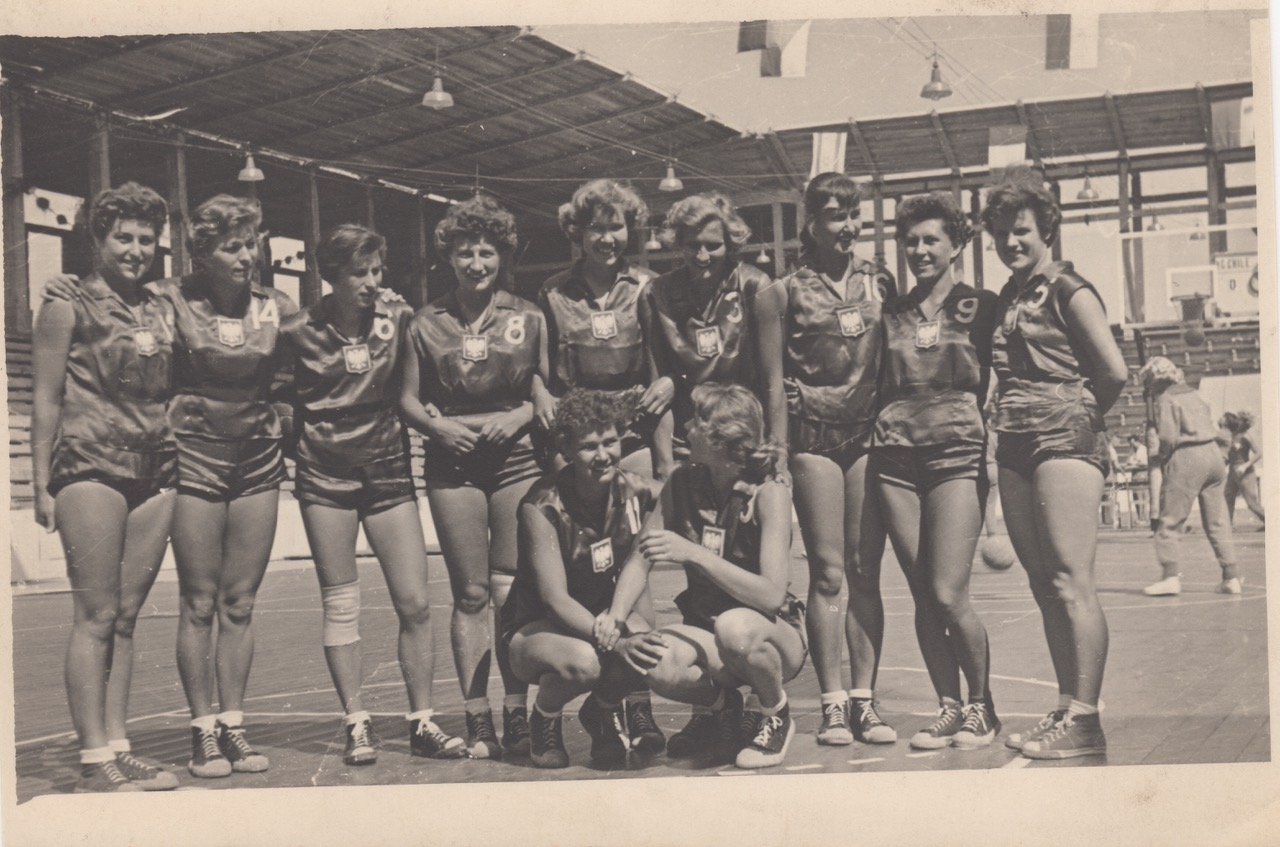
Zespół koszykarek reprezentacji Polski z 1961 roku